# Hess's
Hess's, oorspronkelijk bekend als Hess Brothers, was een Amerikaanse warenhuisketen gevestigd in Allentown in de staat Pennsylvania. Het bedrijf begon in 1897 met één winkel en bereikte eind jaren 1980 zijn hoogtepunt met bijna 80 winkels. De winkelketens werden begin tot midden jaren 1990 in een reeks transacties gesloten of verkocht.

## Geschiedenis

### 19e eeuw
In de zomer van 1896 bracht Max Hess Sr., een Joods-Duitse immigrant uit Perth Amboy (New Jersey) een bezoek aan Allentown. Toen hij terug was in Perth Amboy vertelde hij zijn broer Charles dat Allentown een belangrijke zakelijke kans voor het bedrijf was. 
Hess Brothers werd op 19 februari 1897 opgericht door Charles en Max Hess. De broers verhuisden dat jaar naar Allentown en huurden ruimte in wat toen het Grand Central Hotel was op de hoek van 3rd Street en Hamilton Street.
De eerste winkel van Hess werd geopend op de hoek van 9th Street en Hamilton Street in Center City Allentown. In de Franse kamer van de winkel stond mode van Charles Hess, voornamelijk afkomstig uit Frankrijk. Hess maakte vaak reizen naar Parijs en schreef in een krant in Allentown over wat modieuze vrouwen droegen voor sociale gelegenheden of een bezoek aan de Parijse Opera.
Op 19 februari 1897 speelde de Allentown Band voor de nieuwe winkel van Hess Brothers om het winkelend publiek te vermaken. Hess kocht een aanzienlijke hoeveelheid advertentieruimte in de lokale kranten van Allentown om de winkel te promoten. 
De textielwinkel van Hess Brothers werd steeds populairder en in 1901 breidde Hess de winkel uit en nam het hele Grand Central Hotel over.

### 20e eeuw

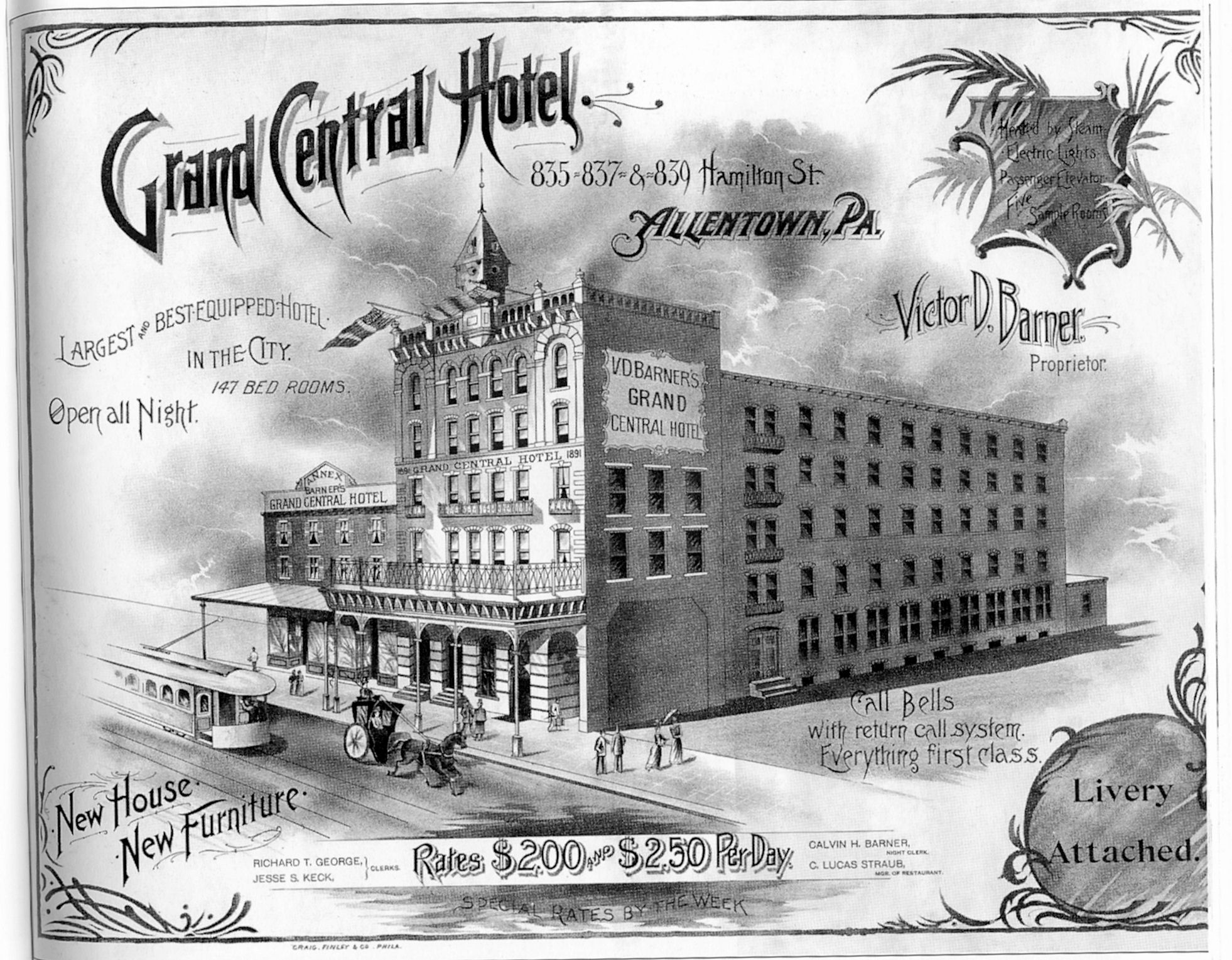
Een advertentie uit 1900 voor het Grand Central Hotel in Allentown

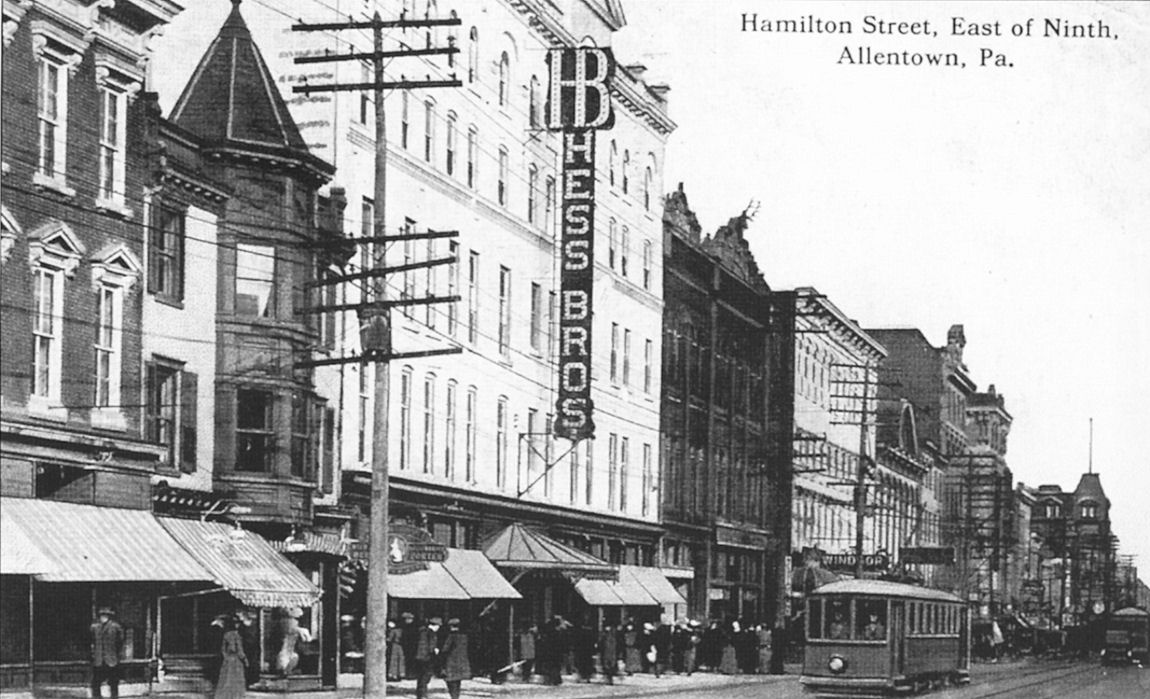
Hess Brothers-winkel in het "800 block" van Hamilton Street in Center City Allentown in 1915

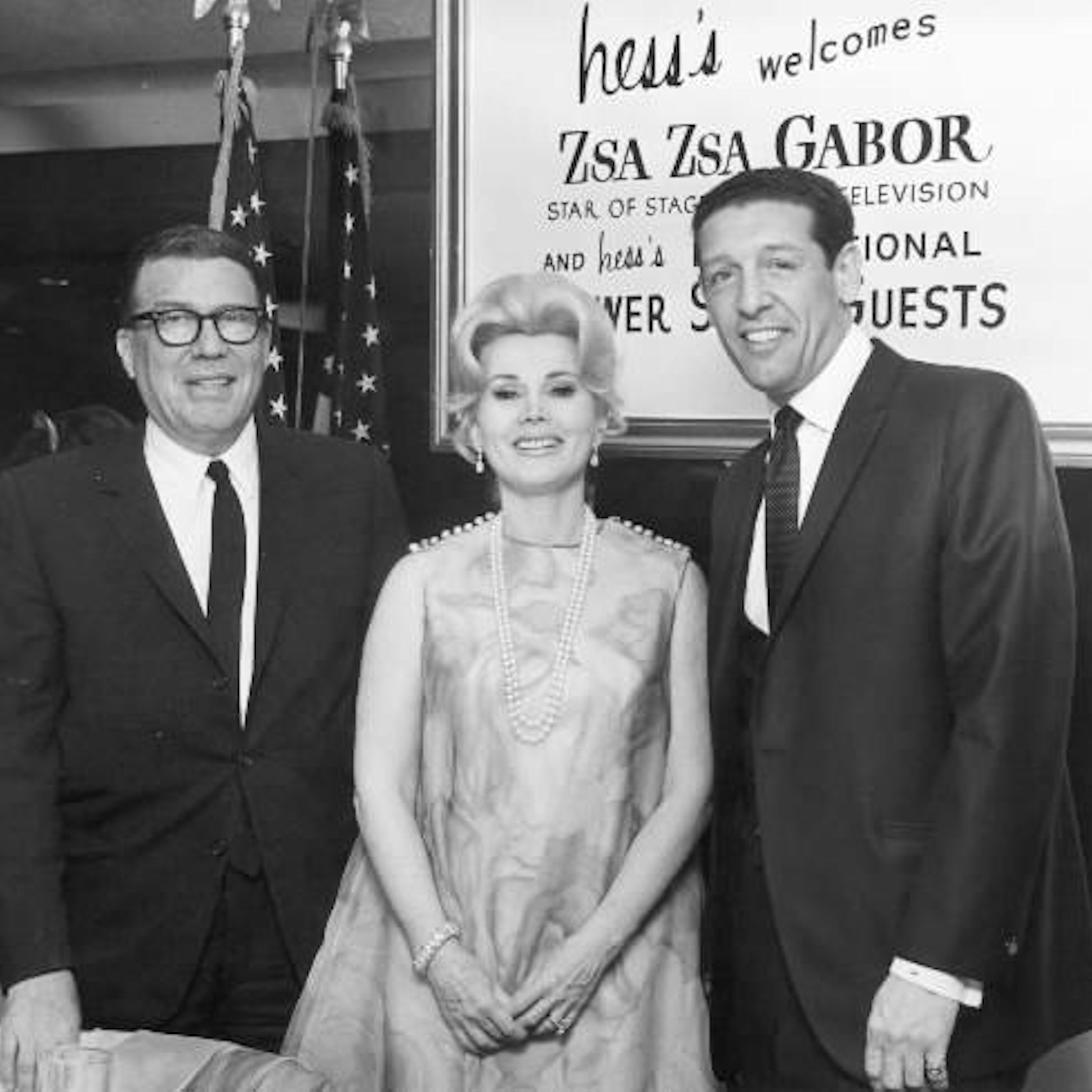
Promotiebezoek van Zsa Zsa Gabor aan de Hess Brothers en Hess's Center City Allentown-winkel in 1968

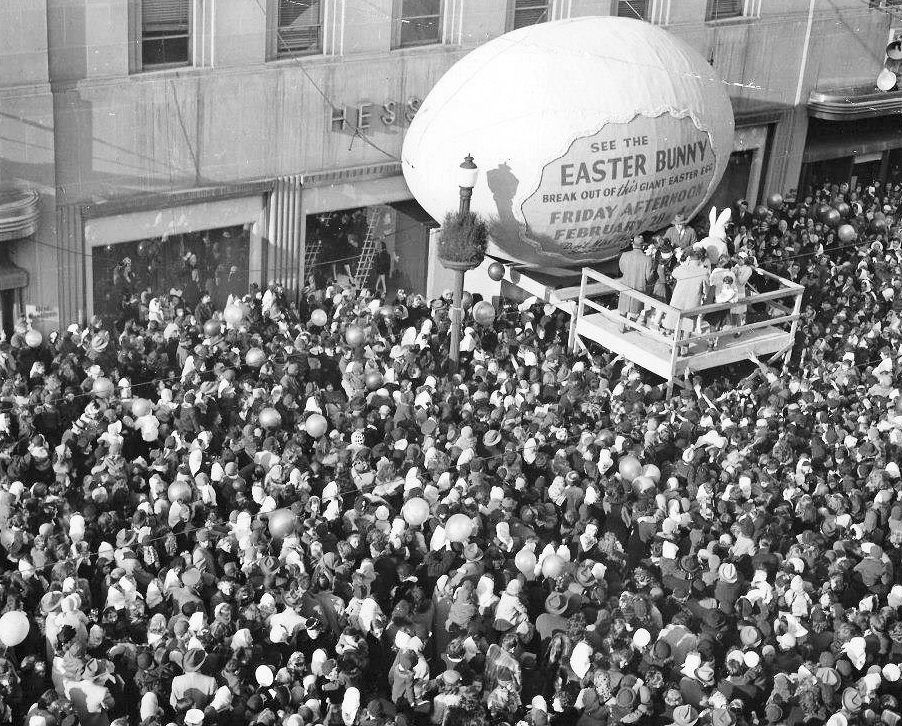
De komst van de Paashaas bij Hess in 1968

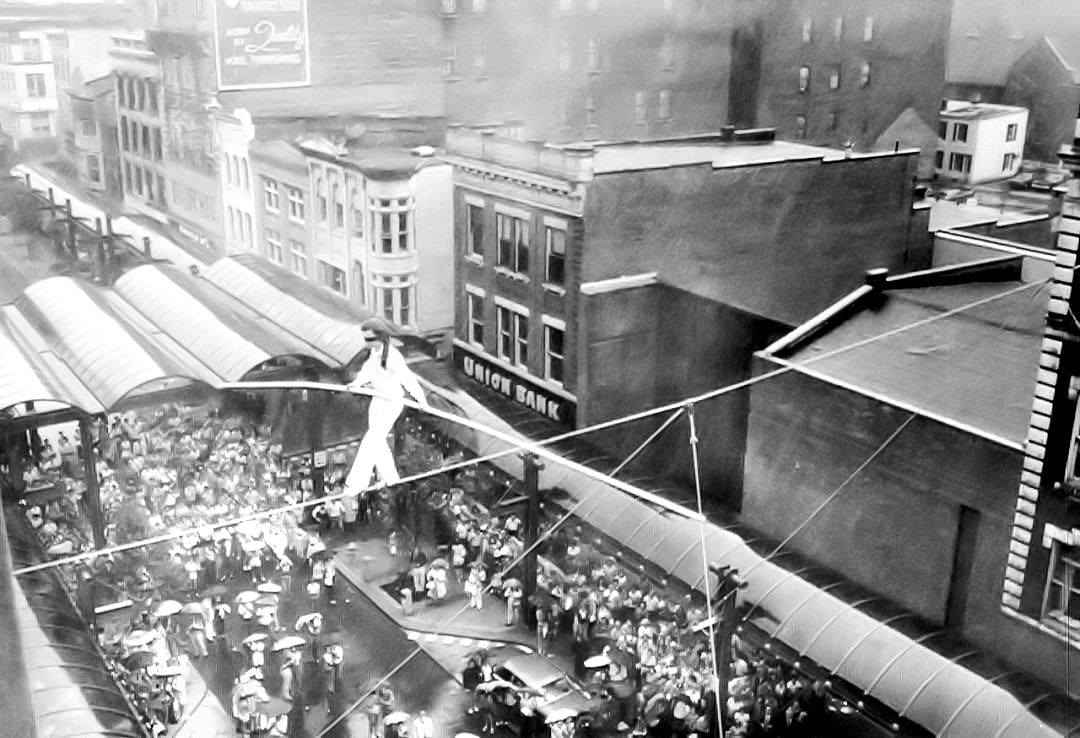
De Franse koorddanser Philippe Petit steekt Hamilton Street over op een koord in een promotiefilm van Hess uit 1974

Op 6 maart 1913, terwijl Hess bleef groeien, werden aangrenzende panden verworven zodat de winkel opnieuw kon worden uitgebreid. In de winkel werd een frisdrankfontein en een restaurant met plaats voor 400 klanten geopend. In 1915 was de winkel uitgegroeid tot bijna een stadsblok, met behoud van een grote aanwezigheid in Centre City Allentown op de noordoostelijke hoek van de 9th Street en Hamilton Street.
In 1922 overleed Max Sr. op 58-jarige leeftijd. De daaropvolgende jaren werd de winkel gerund door zijn broer Charles.
In 1927 werd aan de winkel op de hoek van 9th Street en Hamilton Street een acht verdiepingen tellende dependance toegevoegd met nieuwe afdelingen. Daarnaast werd er een nieuw verzend- en bezorggebied toegevoegd.
In 1929 overleed Charles Hess, terwijl Max Hess, Jr. begon met studeren aan het Muhlenberg College in Allentown. Op zijn 21e verjaardag ging Max van school om zich bij het familiebedrijf aan te sluiten als lid van het managementteam. Drie jaar later werd hij benoemd tot president.
Terwijl de buitenkant van de winkel nog steeds uit afzonderlijke gebouwen bestond, werd de binnenkant gerenoveerd zodat het op één groot gebouw leek. Dankzij displays als grote kristallen kroonluchters slaagden de gebroeders Hess erin hun winkel eruit te laten zien als een 'groot stadswarenhuis'. 
In 1939 werd begonnen met de renovatie van de buitenkant van de winkel.
In 1947 werd de voorgevel van de winkel gemoderniseerd in Art Deco-stijl, een opkomende bouwstijl in de metropool New York. De winkel breidde zich uiteindelijk uit naar vijf verdiepingen en ruim 37.000 m² winkelruimte. Het was de eerste winkel ter wereld met automatisch pratende liften, die de passagiers lieten weten welke artikelen er op welke verdieping beschikbaar waren. 
Een van de herkenningspunten van Allentown was het grote Hess Brothers-bord op de hoek van de winkel op de hoek van 9th en Hamilton Street. Het 14m grootte reclamebord was het grootste in zijn soort buiten New York en woog acht ton. De letters, gemaakt van geëmailleerd porselein, waren elk 2.1m hoog waren. Het bord is gebouwd om een winddruk van 200 kg/m² te kunnen weerstaan. Het bord was driezijdig, zodat het zowel voor het verkeer in oostelijke als westelijke richting goed zichtbaar was. De 378 circuits werden aangestuurd door een klok in het bord. Deze had acht lichtcycli die telkens de naam HESS letter voor letter vormden. Het bord werd voor het eerst aangezet op 23 december 1947.
In zijn boek America's Twelve Master Salesmen uit 1953 noemde B.Cl. Forbes Hess de op één na beste verkoper van het land. Regelmatig werden er beroemdheden uitgenodigd om klanten te trekken en het imago van de winkel te verbeteren. Terwijl mensen in de restaurants zaten te eten, liepen er modellen rond in de laatste mode. Het restaurant leed een verlies van bijna $20.000 per jaar, maar het was wel succesvol in het bereiken van zijn primaire doel: het behouden van klanten voor de winkel.
Hess onderhield ook sterke relaties met de winkelmedewerkers en nodigde hen regelmatig uit voor bedrijfsbarbecues in zijn landhuis aan de Bausch Road in Lowhill Township, buiten Allentown, totdat de Tweede Wereldoorlog het reizen voor zijn werknemers te moeilijk maakte. 
Hess Brothers Department Store had kantoren in Londen, Parijs en Rome en was altijd een koploper in de verkoop van de nieuwste mode. Er werden gigantische speelgoedsoldaatjes gebruikt als kerstversiering en 'Pip the Mouse' verscheen in een poppenspel in de flagshipstore. In mei organiseerde de winkel een jaarlijkse bloemententoonstelling, die regionaal op de televisie in Philadelphia werd uitgezonden. Ook werden er jaarlijks shows met geïmporteerde mode en speelgoed gehouden.
Hess nodigde beroemdheden uit om de winkel te bezoeken. Johnny Carson, Rosalynn Carter, Zsa Zsa Gabor, Rock Hudson, Gina Lollobrigida, Barbara Walters, Burt Ward en anderen verschenen in Hess' belangrijkste winkel op 9th Street en Hamilton Street in Allentown.
In 1968 nam Hess contact op met Philip Berman, die jarenlang samen met zijn broer een lokaal vrachtwagenbedrijf had gerund, en bood aan de winkel te verkopen. Berman nam Hess over voor $ 16 miljoen. Enkele maanden later stierf Hess op 57-jarige leeftijd. Onder Berman werd de winkelnaam gewijzigd van Hess Brothers naar Hess's. Berman haalde ook Max Rosey erbij, een persagent van New York en Broadway, om de winkel te promoten, en ze nodigden beroemdheden en opmerkelijke nationale politici uit om de winkel te bezoeken en Hess's nationaal te promoten.
In 1974 was een van Hess' eerste winkelinitiatieven de verkoop van puur goud aan de kassa, toen de verkoop van edelmetalen werd gelegaliseerd. Ook introduceerde hij het topless badpak van Rudi Gernreich. Hess was een van de weinige winkels in het hele land die de pakken te koop aanbood, maar er werd geen enkele verkocht. De tweejaarlijkse uitverkoopevenementen bij Hess's waren soms rampzalig, omdat klanten, die vaak buiten stonden te wachten tot de winkel 's ochtends openging, elkaar en het winkelpersoneel vertrapten om afgeprijsde artikelen te kunnen kopen. Daarna waren de schappen en rekken helemaal leeg.
Berman begon Hess's uit te breiden en opende nieuwe winkels in winkelcentra in de buitenwijken van Pennsylvania, waaronder de nieuwe Whitehall Mall in Whitehall Township, een buitenwijk van Allentown, waar ook de warenhuizen Sears, Zollinger and Harned gevestigd waren. Berman wilde dat Hess's deel zou uitmaken van de golf van winkelcentrabouw in de jaren 1970, en dat ze de ankerwinkels in die winkelcentra zouden worden. In 1971 werden er in Lancaster en Easton extra winkels geopend, in 1973 in Bethlehem, in 1974 twee in winkelcentra in de buitenwijken van Allentown, en in 1979 nog meer in oostelijk en centraal Pennsylvania.
In oktober 1979 kocht Crown American, een ontwikkelaar en eigenaar van hotels en winkelcentra, de keten Hess, die toen 17 grote winkels omvatte, als een volledige dochteronderneming. Onder leiding van Crown American genoot Hess's van de bloeiende detailhandelsmarkt in de jaren 1980.

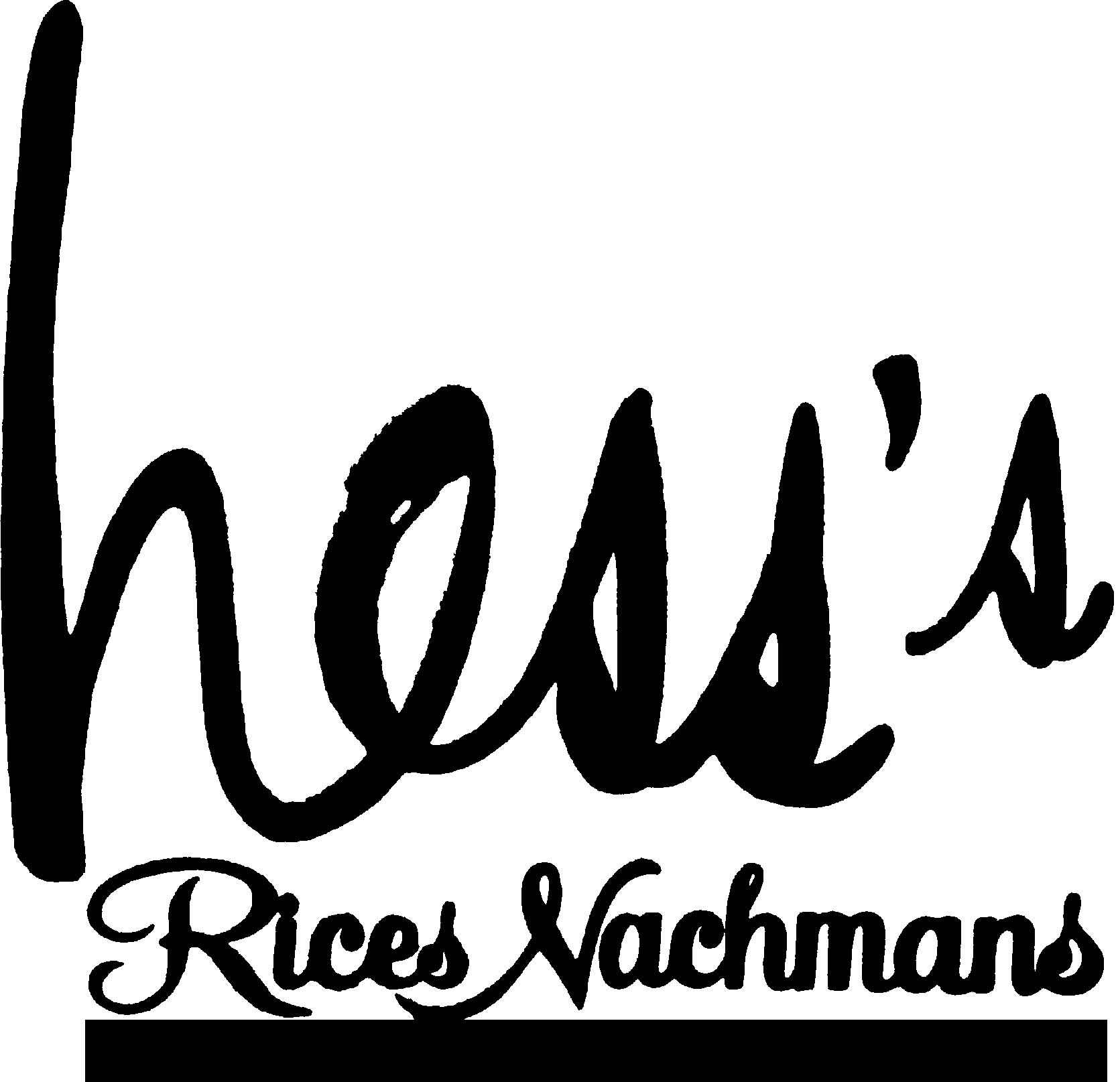
Hess's-Rices Nachmans overgangslogo

In 1982 kocht Hess warenhuisketens en veranderde deze in het merk Hess, waaronder Penn Traffic, gevestigd in Johnstown, Pennsylvania. In 1985 opende het nieuwe Hess-winkels in State College, Johnstown, en nam het Rices Nachmans in Virginia Beach over. 
In 1987 nam Hess de in Knoxville, Tennessee gevestigde warenhuisketen Miller's Department Stores over van Allied Stores door middel van een vijandige overname. 
In september 1987 stemde Hess ermee in om Snyder's, Inc. over te nemen, een particuliere warenhuis gevestigd in Louisville, Kentucky, en vijf L.S. Ayres-winkels in Kentucky die Snyder's had toegezegd te kopen. L.S. Ayres had ze een paar jaar eerder overgenomen van Stewart Dry Goods en Pogue's. Deze nieuwe divisie opereerde korte tijd onder de naam Snyder. In november 1987 kondigde Hess aan dat het de namen Millers en Snyder geleidelijk zou afschaffen ten gunste van zijn eigen naam in februari 1988. 
In 1990 was Hess's uitgebreid tot 76 winkels. Na de overdracht van de keten aan Crown American werden een aantal kostenbesparende maatregelen doorgevoerd, waaronder het schrappen van de meeste bloemen- en modeshows en optredens van Hess. De etalages van de hoofdvestiging in Allentown werden afgedekt nadat de jaarlijkse etalagedecoraties ter ere van de feestdagen waren afgelopen, samen met de gebruikelijke etalages met koopwaar.
Begin jaren 1990 kreeg Hess te maken met toenemende concurrentie in de detailhandel en een landelijke recessie in de regio Allentown. Het bedrijf reageerde door 43 van zijn winkels te verkopen of te sluiten, vooral die in het zuiden, waaronder de winkels in Knoxville, die ze verkochten aan Dillard's, en 18 andere winkels die ze in twee transacties in 1992 en 1993 aan Proffitt's verkochten.
In 1994 werden de resterende 30 winkels van het bedrijf verkocht, waaronder de hoofdwinkel aan de Hamilton Street in Allentown. Daarmee kwam er een einde aan de 97 jaar durende onderneming van de Hess. May Department Stores kocht 10 vestigingen en The Bon-Ton kocht er nog eens 20. 
In 1995 verkocht Crown American de vlaggenschipwinkel op de hoek van 9th Street en Hamilton Street in Center City Allentown aan Bon-Ton Stores, Inc, een regionaal warenhuis gevestigd in York, Pennsylvania. Allentown verkeerde echter al sinds de jaren 1970 in een economische recessie en de winkel bleek niet langer winstgevend.
Op 9 november 1995 kondigde Bon-Ton Stores aan dat de winkel op 9th en Hamilton zou worden gesloten, en op 15 januari 1996 werd de winkel permanent gesloten.
Toen de winkel sloot, zette Bon-Ton het pand te koop, waarna Mark Mendleson interesse toonde. Hij had een slechte reputatie had op het gebied van vastgoedbeheer in de stad. Hij was betrokken bij een reeks geschillen met de stad Allentown over het niet betalen van belastingen en het feit dat zijn eigendommen in verval raakten. De stad vreesde ook dat het pand leeg zou blijven staan totdat de huizenprijzen zouden stijgen, of dat het gebruikt zou worden voor een grote rommelmarkt, tatoeageshops of bioscopen voor volwassenen.
Burgemeester William L. Heydt van Allentown startte een campagne om de stad te bewegen het pand te kopen en het gebouw te herontwikkelen. In oktober 1998 kocht de stad de winkel van Bon-Ton, Inc. voor $ 1,8 miljoen. Naast het warenhuisgebouw werd ook het aangrenzende HL Green-pand, dat tientallen jaren als onderdeel van de McCrory Stores-keten met vijf en tien winkels had gefunctioneerd en inmiddels was gesloten, door de stad verworven. Nadat de stad het pand had gekocht, bleek uit een onderzoek dat het pand op 9th en Hamilton Street in relatief slechte staat verkeerde en niet geschikt werd geacht voor enig ander doel. Men vond dat de plek niet meer behouden kon worden en er werden plannen gemaakt om hem te slopen.
Het zeven verdiepingen tellende parkeerdek op Linden Street 814 en het parkeerdek voor werknemers op Turner Street 826, gebouwd in 1970, werden behouden en overgedragen aan de Allentown Parking Authority. Er werd een aanzienlijke saneringsoperatie gestart om het oude gebouw te ontdoen van gevaarlijke materialen. 

### 21e eeuw
In januari 2000 gaf het Pennsylvania Department of Environmental Protection toestemming voor de sloop van het Hess-gebouw. De sloop werd in oktober 2000 voltooid en de locatie werd met grind bedekt en omheind.
In deze periode heeft de stad een reeks herontwikkelingsopties bekeken, waaronder de bouw van het PPL Center, een overdekte arena met een capaciteit van 10.000 toeschouwers waar onder meer de Lehigh Valley Phantoms en diverse entertainment-evenementen en concerten worden gehouden. Het voormalige pand van Hess werd verkocht aan PPL Corporation, dat zijn kantorencomplex uitbreidde op de locatie met het plein bij het PPL Center, een nieuw kantoorpand dat in juli 2003 werd geopend op de locatie van het voormalige vlaggenschip van Hess. Het gebouw omvat één verdieping met gehuurde kantoorruimte, en de plaza-verdieping van het gebouw omvat winkelpuien.